# Военное дело у фракийцев
Военное дело у фракийцев — становление и развитие военного дела у фракийцев.
История военного дела у фракийцев начинается в X веке до н. э. и продолжается до I века н. э., разворачиваясь в регионе, который древнегреческие и латинские авторы называют Фракия. Эта история затрагивает вооружённые конфликты с участием фракийских племён и государственных образований на Балканах. Конфликты фракийцев с соседними народами случались относительно редко, однако нам известно о многих межплеменных войнах в регионе.

## Мифологический период
Впервые упоминания фракийцев как участников военных конфликтов появляются в «Илиаде» Гомера и в греческой мифологии. Так, Темениды (сыны Тимена) согласно греческой мифологии вытеснили фракийцев из Пиерии (впоследствии центральная Македония, сейчас территория Греции)[1]. Фракийцы — знаменитые воины, выступившие союзниками троянцев, пришли с побережья Эгейского моря (2). В «Одиссее» фракийцы, а именно фракийское племя киконов, упоминаются только один раз, Одиссей захватывает их город на побережье (3).
Фракийцы были достаточно агрессивны в том, что касалось насилия и конфликтов, поэтому в греческой мифологии они появляются в основном в историях раздоров. Греческие мифы утверждают, что бог войны Арес был рождён во Фракии, а также что именно там был широко распространён его культ, в то время как в большинстве других регионов древних Балкан к культу Ареса питали отвращение. Гомер в «Одиссее» говорит о том, что после того, как любовная интрига Ареса с богиней Афродитой провалилась, а именно они оба были пойманы мужем Афродиты Гефестом, смущённый бог войны нашёл поддержку именно у своих почитателей во Фракии.

## Межплеменные войны
Фракийские племена часто воевали друг с другом, нередко одно племя вступало в союз с греками в войне против другого племени.

## Государственные образования
Одрисское царство (др.-греч. Βασιλεία Όδρυσων) представляло собой союз фракийских племён, существовавший с V по III века до н. э. Оно было первым известным у фракийцев государственным образованием, с которым приходилось считаться жителям региона. Одрисское царство объединило (4) различные фракийские племена под властью одного правителя, царя Тереса (5) в V веке до н. э. Это государственное образование впоследствии оказалось втянуто в военные конфликты с Римом, греческими колониями, древней Македонией, диадохами, империей Ахеменидов, Пеонией, даками, кельтами (6), скифами и фракийскими племенами. Иногда Одрисское царство заключало союзы с отдельными греческими племенами или полисами. В ходе Пелопонесской войны фракийцы были союзниками Афин (7). Фракийцы сражались на стороне афинян и македонцев против спартанцев. Такие греческие полководцы как Ификрат (8) и Харидем сражались бок о бок с воинами из Одрисского царства. Фракийцы также служили скифским вождям в 310 году до н. э. (9). Военная мощь Одрисского царства основывалась на силе отдельных племенных элит, что постоянно держало это государство под угрозой разрушения. Одрисские цари были богаты, но большую часть своих богатств были вынуждены отдавать вождям входивших в это государство племён в качестве платы за службу. При этом платы воинам практически не было, значительную часть своих богатств и средств на своё существование они добывали путём грабежа во время войн. Одрисский царь Ситалк смог в 429 году до н. э. собрать 150 000 воинов для своего вторжения в Македонию, но указанные выше политические и экономические факторы, а также зима привели к тому, что уже через шесть недель грандиозное войско распалось, а завоевание оказалось эфемерным.
Племя сапеев было лидирующим во Фракии после распада Одрисского царства и до захвата его территории Римской империей. В 11 году до н. э. Фракия стала управлявшимся из Рима марионеточным государством, а в 46 году н. э. её территория была аннексирована Римом.

## Пехота и кавалерия
Фракия при необходимости могла собрать многочисленное войско (11), хотя крупные армии в этой стране собирались редко. Фракийцы традиционно уважительно относились к воинам и, как пишет Геродот, презирали все остальные занятия (11). Пешие фракийские воины назывались пельтастами, так как основным их оружием были метательные копья и круглые или в форме полумесяца(12) плетёные щиты, называемые «пелта». Фракийцы любили метательное оружие и луки со стрелами, но могли показать себя и в ближнем бою. Оружие для рукопашного боя варьировалось у них от ромфеи (железного двуручного меча, наводившего ужас на их врагов)[13] до палиц (использовавшихся для того, чтобы ударами раздвигать строй копий, как об этом пишет Ксенофонт в своём «Анабасисе»), односторонних и двойных топоров, ножей, копий, акинаков и длинных мечей. Фракийцы не любили доспехов и понож, сражались с минимумом защиты, предпочитая всему мобильность, а также обладали великолепной кавалерией (14). Национальным оружием фракийцев считалась сика (15)(16). Фракийское племя битинов поставило 6000 (или 60 000, если верить Геродоту) воинов персидскому царю Ксерксу I во время его греческой кампании 480 года до н. э., однако во всех остальных случаях фракийцы сопротивлялись персидской оккупации и обратили своё оружие против армии Мардония сразу после ухода последнего с руководящих позиций (1). Фракийское племя трибаллов часто пользовалось скифским и кельтским оружием (17). Фракийцы, подобно иллирийцам и дакам, украшали свои тела татуировками (18)(19).
Фукидид описывает тактику фракийских пехотинцев, атакованных фиванской кавалерией(20):
«они выбегали вперёд и смыкали свои ряды в соответствии с тактикой своей страны».
Арриан пишет, что фракийцы умели строить вагенбург (21).

## Архаический период
Фракийские копейщики в это время вооружались несколькими метательными копьями и плетёным щитом в форме полумесяца для защиты (22). Этот тип войск сохранится и позже, в классическую и эллинистическую эпохи. Организованные отряды копейщиков в архаический период ещё не применялись(23).

## Классический период
В IV веке до н. э. фракийцы начали пользоваться шлемами (24), некоторые из этих шлемов делались из кожи (25); в этот же период у пельтастов появляются поножи (24).
Основным оружием в IV веке до н. э. оставались копьё и короткий нож (26).
Доспехи, если они были доступны (а доступны они были только племенной знати), сначала делались из кожи или бронзы, но с IV века до н. э. появляются и железные доспехи (27).
Фракийская кавалерия пользовалась кожаными доспехами (7) или обходилась вовсе без доспехов, а оружием кавалериста были метательные копья (28), лук со стрелами или пика (29). Только конная гвардия правителя могла носить доспехи (30), остальным же, даже тяжёлой кавалерии, защитой служили только овальные щиты или пельты (появились несколько позднее). Фракийская кавалерия была многочисленной (31).
Использовавшиеся фракийцами шлемы относились в основном к халкидскому типу[32], их найдено на сегодня более 60; гораздо реже использовались коринфские шлемы (найден только один), фригийские шлемы[33], аттические шлемы и шлемы скифского типа (не защищающие лицо), также встречается много промежуточных моделей (24). Следует заметить, что в землях фракийцев — на восточных Балканах — не найдено ни одного иллирийского шлема (32).

## Эллинистический период
В III-I веках до н. э. типичный фракийский пехотинец был вооружён ножом или мечом, ромфеей, метательными копьями, защитой ему служили шлем и лёгкий овальный деревянный щит (или более тяжёлый щит с железными рёбрами прочности, также мог использоваться туреос)[34]. До IV века до н. э. во фракийской пехоте не использовались поножи(30). Позднее поножи как местных, так и греческих моделей начали использоваться, но местные встречались чаще (30). Фракийцы в разные периоды своей истории пользовались как собственными, так и греческими видами вооружений; они дольше остальных народов региона — даже в классическую эпоху — сохраняли модели доспехов, уже устаревшие у других народов (24). Позднее фракийцы заимствовали модели доспехов у римлян (24).

## Фракийские наёмники
Фракийцы часто (35) служили в качестве наёмников в армиях своих соседей и были популярны в этом качестве благодаря своей яростной манере вести бой (11), однако были печально известны своей склонностью к мародёрству (11). Фракийские наёмники сыграли важную роль (17) в военных конфликтах между Афинами и Спартой. Наёмники из фракийского племени одомантов были особенно дорогостоящими (20). Так, в 413 году до н. э. наёмники из фракийского племени диев запросили за свою службу такие большие деньги, что афиняне отправили этих наёмников домой после того как те загубили в Сицилии военное судно.[20] Также следует указать, что услугами фракийских наёмников иногда пользовались и персы (36). Много фракийских наёмников служило в армии лидийского царя Крёза (37). Позднее их соплеменники служили в армиях Римской республики и Митридата VI Евпатора, равно как и в армиях диадохов. Наёмники (или, чаще, союзники) из Фракии составляли до 1/3 кавалерии 1/5 пехоты в войске античной Македонии. Позднее фракийцы играли значительную роль в войнах ранней Римской империи, поставляя до 20 000 воинов за раз.

## Фракийская знать
Типичный фракийский вождь мог позволить себе пользоваться как доспехами, так и шлемом. Так, популярностью среди них пользовались халкидские шлемы (20), гораздо реже использовались металлические нагрудники (их вообще редко находят за пределами Крита[38], на территории Фракии был найден только один, представлявший собой часть кирасы с набрюшником[39][40]), популярны были плетёные щиты-пельты; вооружён фракийский вождь обычно был двумя метательными копьями и мечом. Вообще доспехи (кроме шлемов) использовались только вождями и командирами, у простых воинов их не было(27). Ещё в архаический период во Фракию проникают и начинают использоваться греческие образцы вооружений(27). Иногда вожди также носили на груди богато украшенные пекторали — с целью подчеркнуть свой статус(25).

## Флот
Организованного флота у фракийцев не было, но ряд источников упоминает фракийских пиратов. Греческие города на побережье региона, платившие дань фракийским царям, также иногда предоставляли им и корабли.

## Фортификация
Несмотря на то, что известен только один построенный фракийцами полис (41), фракийцы активно строили крепости на холмах, чтобы было куда укрыться в случае войны. Фракийские деревни также снабжались базовыми укреплениями — об этом в своём «Анабасисе» сообщает Ксенофонт. Тацит в своих «Анналах» описывает нападение римлян на одну из фракийских крепостей на холме. Таких крепостей было много, некоторые имели постоянное население. До наших дней сохранились руины нескольких фракийских городов, таких как Хеллис и Кабиле.

## Внешние влияния

### Скифы
Фракийцы активно пользовались скифскими акинаками (17), скифскими сёдлами и сбруей, а также шлемами скифского образца (42). Эти шлемы были близки к позднейшим цервельерам или каскам, элементы защиты лица и задней части шеи были не цельнометаллическими, а выполнялись из кожи с нашитыми на неё бронзовыми пластинками. Также фракийская конница использовала заимствованное у скифов построение клином (43). Причём если сравнивать военную мощь Одрисского царства с аналогичной военной мощью скифов — последние всегда превосходили фракийцев, за исключением периодов правления Тереса I и Ситалка (10). Также именно у скифов фракийцы заимствовали чешуйчатый доспех (44) и металлическую кирасу (45). Геты, самое северное из фракийских племён, были особенно похожи на скифов, поэтому некоторые авторы относили их к скифам, а не к фракийцам. Одрисские цари часто заключали со скифами политические союзы и династические браки. И скифские цари Крыма, и фракийские правители могли называть своих детей именем Спарток (Спартак).

### Кельты
Фракийцы во многом были наследниками кельтов в области военного дела (17); так, именно у кельтов фракийские племена (не все) заимствовали длинные прямые железные мечи. Трибаллы заимствовали не только мечи, но и другие виды вооружений. Сика — кривая сабля, известная в греческих источниках как «фракийский меч» (др.-греч. Θρακικον ξίφος)[46] — считается оружием, имеющим, несмотря на свою популярность среди фракийцев[47][15], не фракийское происхождение. Скорее всего, эта разновидность меча восходит к Гальштатской культуре (48), от которой фракийцы могли её унаследовать или заимствовать.

### Армии греческих полисов и эллинистические армии
Греки (49) влияли на военное дело фракийцев с самого начала их истории. Так, именно у греков фракийцы заимствовали ксифос (50) и другие типы мечей, поножи греческого типа, броневые нагрудники, различные типы шлемов и других вооружений. В эллинистический период заимствование типов доспехов шло особенно активно. Одрисский царь Севт II заимствовал у греков тактику ночных маршей и атак, ставшую впоследствии популярной среди фракийцев (51). Фракийские цари были одними из первых, кто подвергся эллинизации (52).

### Римляне
Фракийцы, жившие в марионеточных по отношению к Риму государствах, пользовались римскими вооружениями(53)(24). Начиная с 11 года до н. э. фракийские воины начинают во многом напоминать римских легионеров. На территориях Мёзии, Дакии и дальше к северу фракийцы подверглись быстрой романизации.

## Фракийцы как «варвары»
Античные авторы описывают фракийцев как воинственных, яростных и диких людей, жаждущих в бою вражеской крови[54][55]. Фракийцы воспринимались как «варвары» другими народами, в первую очередь греками и римлянами. Платон в своём диалоге «Государство» называет фракийцев, как и скифов (56), расточительными и не жалеющими сил, а в диалоге «Законы» рассматривает их как воинственный народ — наряду с кельтами, персами, скифами, иберами и карфагенянами (57). Полибий пишет о том, что одрисский царь Котис (какой — непонятно, потому что их было как минимум 9) был трезвым и обходительным человеком в отличие от большинства фракийцев(58). Тацит в «Анналах» описывает фракийцев как яростных дикарей, не подчиняющихся даже собственным царям (59). Полиэн и Страбон описывают, как фракийцы вероломно нарушили заключённое с беотийцами перемирие (60). Также есть свидетельства тому, что перед битвой фракийцы упражнялись в нападениях с оружием друг на друга(61) и часто атаковали врагов ночью(62). Фракийский вождь Диегилис (др.-греч. Διήγυλις) описывается Диодором Сицилийским как один из самых кровожадных вождей. Молодёжные банды Афин назывались трибаллами по ассоциации с одноимённым фракийским племенем(17). Дии (др.-греч. Δίοι), племя с подножия Родопских гор, были ответственны за самые варварские акты жестокости в ходе Пелопоннесской войны, когда — в Танагре и Микалах — они убивали всё живое на своём пути, включая детей и собак[63][20]. Во время войн с Римом фракийцы отрезали побеждённым римлянам головы и насаживали их на свои копья и ромфеи; так, именно это произошло после поражения Каллиника в 171 году до н. э.[64] Геродот пишет о фракийцах: «они посылают своих детей и позволяют своим жёнам заниматься сексом с любыми мужчинами, которые тем нравятся»(65).

## Список битв с участием фракийцев
Здесь приводится список битв и военных конфликтов, в которых фракийцы (как правило, в качестве наёмников) играли ведущую или заметную роль.
VI век до н. э. — империя Ахеменидов против фракийских племён, фракийцы потерпели поражение (1).
401 год до н. э. — Клеарх Спартанский против фракийских племён, фракийцы терпят поражение (20).
376 год до н. э. — Хабрий Афинский против фракийцев, фракийцы терпят поражение (8).
331 год до н. э. — Антипатр против Мемнона Родосского и Севта III. Фракийцы и родосцы терпят поражение (66).
323 год до н. э. — Лисимах против Севта III, фракийцы терпят поражение (66).
279 год до н. э. — галлы против Севтополя, фракийцы терпят поражение (9).
214 год до н. э. — фракийцы против города Тилис, фракийцы побеждают (9).
110 год до н. э. — Муниций Руф против бессов и скордисков, фракийцы терпят поражение (67).
7 год н. э. — Марк Валерий Мессала Мессалин, Германик и одрисский царь Реметалк I против далматов и племён Паннонии; победа Марка Валерия, но до каких пор в войне участвовал Реметалк I — неизвестно.